# مجلس الإنتاج الحربي
 
كان مجلس الإنتاج الحربي (بالإنجليزية: War Production Board)‏ وكالة تابعة لحكومة الولايات المتحدة أشرفت على الإنتاج الحربي أثناء الحرب العالمية الثانية. أنشأها الرئيس فرانكلين د. روزفلت في يناير 1942، بموجب الأمر التنفيذي رقم 9024. حلت محل هيئة أولويات الإمدادات والتخصيصات ومكتب إدارة الإنتاج.
أدار مجلس الإنتاج الحربي تحويل الشركات العاملة في الأنشطة ذات الصلة بالحرب من العمل في أوقات السلم إلى العمل في أوقات الحرب، وتخصيص المواد النادرة، وتحديد الأولويات في توزيع المواد والخدمات، وحظر الإنتاج غير الضروري. قنن المجلس السلع مثل البنزين ووقود التدفئة والمعادن والمطاط والورق والبلاستيك. حُل بعد فترة وجيزة من هزيمة اليابان في عام 1945 وحل محله إدارة الإنتاج المدني في أواخر عام 1945.
في الفترة من 1942 إلى 1945، أشرف مجلس الإنتاج الحربي على إنتاج ما قيمته 183 دولارًا أمريكيًّا (ما يعادل 2.46 تريليون دولار أمريكي في 2022) من الأسلحة والإمدادات، وهو ما يقرب من 40% من الناتج العالمي من الذخائر. أنتجت المملكة المتحدة والاتحاد السوفيتي وحلفاء آخرون 30%، في حين أنتجت دول المحور 30% المتبقية. شكَّل إنتاج الطائرات الحربية ربع الإنتاج الأمريكي، والربع الآخر كان من السفن. في الوقت نفسه، كان مستوى المعيشة المدنية مستقرًا تقريبًا.

## التنظيم
كان دونالد نيلسون أول رئيس لمجلس الإنتاج الحربي، خدم من عام 1942 إلى عام 1944. وخلفه يوليوس ألبرت كروج، الذي خدم من عام 1944 حتى حل المجلس.
يتألف مجلس الحرب الاقتصادي الوطني من الرئيس، ووزراء الحرب، والبحرية، والزراعة، والجنرال المسؤول عن المشتريات في وزارة الحرب، ومدير مكتب إدارة الأسعار، ومدير القروض الاتحادية، ورئيس مجلس الحرب الاقتصادية، والمساعد الخاص للرئيس لبرنامج مساعدات الدفاع. وكان لدى المجلس أقسام استشارية، وأخرى لصنع السياسات، وأخرى لإعداد تقارير التقدم.
وظف مجلس الإنتاج الحربي علماء رياضيات كانوا مسؤولين عن بناء وصيانة نماذج متعددة المستويات للموارد اللازمة للمجهود الحربي. وتضمنت نماذجهم عيوب التصنيع، والمواد المفقودة عند غرق السفن في البحر، وما إلى ذلك. وبعد تحليل التقارير الميدانية التي كشفت عن نقص منهجي، قرر علماء الرياضيات زيادة المخصصات المقدمة إلى المجلس بعامل 10.
تمكن مجلس الإنتاج الحربي من إدارة 12 مكتبًا إقليميًّا وتشغيل 120 مكتبًا ميدانيًّا في جميع أنحاء البلاد. لقد عملوا جنبًا إلى جنب مع مجالس إنتاج الحرب التابعة للولايات، والتي احتفظت بسجلات لمرافق إنتاج الحرب التابعة للولاية وساعدت أيضًا شركات الولايات في الحصول على عقود وقروض الحرب.
كانت المهمة الأساسية لمجلس الإنتاج الحربي هي تحويل الصناعة المدنية إلى الإنتاج الحربي. حدد المجلس الأولويات وخصص المواد النادرة مثل الفولاذ والألمنيوم والمطاط، وحظر الإنتاج الصناعي غير الضروري مثل إنتاج النايلون والثلاجات، وتحكم في الأجور والأسعار، وحشد الناس من خلال الدعاية الوطنية كما في شعار "أعطوا خردة المعادن الخاصة بكم وساعدوا شباب أوكلاهوما في إنقاذ أسلوب حياتنا". وقد بادر إلى تنظيم فعاليات مثل حملات جمع الخردة المعدنية، والتي نُفذت محليًا وحققت نجاحًا كبيرًا. على سبيل المثال، أسفرت حملة وطنية لجمع الخردة المعدنية في أكتوبر 1942 عن جمع ما يقرب من 82 رطلًا (37 كلجم) من الخردة المعدنية لكل أمريكي.
كان أمر WPB M-9-C يتعلق بالحفاظ على النحاس، وفي مايو 1942، ذكرت صحيفة The Film Daily أن هذا الأمر سوف ينطبق على إنتاج معدات الصوت والعرض السينمائية الجديدة ولكن ليس على تسليم المواد التي أُنتجت بالفعل. 

## التأثيرات
لقد أحدث مجلس الإنتاج الحربي ومصانع البلاد تحولًا عظيمًا. ارتفع إنتاج الطائرات العسكرية، الذي بلغ 6 آلاف طائرة في عام 1940، إلى 85 ألف طائرة في عام 1943. أصبحت المصانع التي تصنع شرائط الحرير تنتج المظلات، ومصانع السيارات تبني الدبابات، وشركات الآلات الكاتبة تتحول إلى إنتاج البنادق، ومصنعو الملابس الداخلية يخيطون شبكات البعوض، ومصنعو الأفعوانيات يتحولون إلى إنتاج منصات إصلاح القاذفات. عمل مجلس الإنتاج الحربي على ضمان حصول كل مصنع على المواد التي يحتاجها لإنتاج أكبر قدر ممكن من السلع الحربية في أقصر وقت.
من دون الإنتاج الأمريكي لم يكن من الممكن للحلفاء الفوز بالحرب— يوسف ستالين، في مؤتمر طهران 1943. One War Won, TIME, December 13, 1943</ref>
واجه نيلسون انتقادات واسعة النطاق من الجيش خلال فترة توليه منصبه. وصفه المؤرخ دوريس كيرنز جودوين نيلسون بأنه "شخص متردد بالعادة"، حيث واجه صعوبة في فرز الطلبات المتضاربة من الوكالات المختلفة. انتقد وزير الحرب هنري إل ستيمسون نيلسون بانتظام بسبب "عدم قدرته على تولي المسؤولية". كان يتجادل بلا نهاية مع روبرت ب. باترسون من وزارة الحرب. طالب باترسون عادة بإعطاء الاحتياجات المدنية أولوية أقل لأن الإمدادات العسكرية كانت ضرورية للفوز بالحرب، وكانت هذه الحجة تسود أغلب الأحيان. في فبراير 1943، دعا روزفلت برنارد باروخ ليحل محل نيلسون رئيسًا لمجلس الإنتاج الحربي، لكن مستشاره هاري هوبكنز أقنعه بتغيير رأيه، وظل نيلسون في المنصب.
من عام 1942 إلى عام 1945، أخرج مجلس الإنتاج الحربي إنتاجًا إجماليًّا بقيمة 185 مليار دولار (ما يعادل 2.48 تريليون دولار في 2023). مع نهاية الحرب، رُفعت معظم القيود المفروضة على الإنتاج بسرعة، وحل مجلس الإنتاج الحربي في 3 نوفمبر 1945، مع نقل وظائفه المتبقية إلى إدارة الإنتاج المدني.[بحاجة لمصدر]